# Kalven (Härlunda socken, Småland)
Kalven är en sjö i Älmhults kommun i Småland och ingår i Skräbeåns huvudavrinningsområde.